# Науменко, Иван Афанасьевич
Ива́н Афана́сьевич Нау́менко (4 октября 1918, Харьково, Полтавская губерния — 1986, Ростов-на-Дону) — заместитель командира эскадрильи 58-го гвардейского штурмового авиационного полка (2-й гвардейской штурмовой авиационной дивизии, 16-й воздушной армии, Центрального фронта), гвардии старший лейтенант. Герой Советского Союза.

## Биография
Родился 4 октября 1918 года в селе Харьков Талалаевского района. Рос в семье крестьянина. Окончил семь классов неполной средней школы. Работал электромашинистом на заводе в городе Макеевка Донецкой области. В 1940 году призван в ряды Красной Армии. В 1942 году окончил Энгельсскую военную авиационную школу пилотов. В боях Великой Отечественной войны с июля 1942 года. Воевал на Сталинградском, Донском и Центральном фронтах.
За все вылеты уничтожил более двадцати вражеских танков, много автомашин с грузами, подавил огонь множества батарей зенитной артиллерии, истребил сотни гитлеровцев. В один из вылетов шестерку наших штурмовиков атаковали истребители противника. В воздушном бою была повреждена машина напарника Ивана Науменко. Экипаж Ивана Науменко прикрыл самолёт напарника от атаки врага. Повреждённый самолёт благополучно приземлился на аэродроме. За этот подвиг Науменко получил благодарность от командующего 16-й воздушной армией и позднее был награждён орденом Красного Знамени.
Во время Сталинградской битвы водил в бой группы штурмовиков, нанося врагу большие потери на земле и в воздухе. На Центральном фронте штурмовики под командованием Науменко оказали большую поддержку наземным войскам, ведущим бои за Орел, Севск, Глухов, а затем за города Черниговщины — Нежин, Новгород Северский, Чернигов. В другой раз в составе группы штурмовиков уничтожил восемь эшелонов с техникой и живой силой врага.
К октябрю 1943 года будучи заместителем командира эскадрильи 58-го гвардейского штурмового авиационного полка совершил 81 боевой вылет на штурмовку военных объектов и войск противника.
Указом Президиума Верховного Совета СССР от 4 февраля 1944 года за образцовое выполнение боевых заданий командования по уничтожению живой силы и техники противника и проявленные при этом мужество и героизм гвардии старшему лейтенанту Ивану Афанасьевичу Науменко присвоено звание Героя Советского Союза с вручением ордена Ленина и медали «Золотая Звезда» (№ 3391).
В 1944 году окончил Военно-воздушную академию. В 1946 году вышел в запас в звании майора.
Жил на Сахалине, работал командиром звена Дальневосточного управления Гражданского воздушного флота. В 1964 году переехал в город Ростов-на-Дону.
Скончался 15 сентября 1986 года. Похоронен на Северном кладбище в Ростове-на-Дону.

## Награды
- Награждён двумя орденами Красного Знамени, орденами Отечественной войны 1-й и 2-й степеней, медалями.